# École polytechnique universitaire de Savoie
 (juillet 2019).
Si vous disposez d'ouvrages ou d'articles de référence ou si vous connaissez des sites web de qualité traitant du thème abordé ici, merci de compléter l'article en donnant les références utiles à sa vérifiabilité et en les liant à la section « Notes et références ».
L'École polytechnique universitaire de Savoie (Polytech Annecy-Chambéry) est l'une des 204 écoles d'ingénieurs françaises accréditées au 1er septembre 2020 à délivrer un diplôme d'ingénieur.

## Historique

### École Supérieure d'Ingénieurs d'Annecy
L'École Supérieure d'Ingénieurs d'Annecy (ESIA) est créée en 1993 dans l'agglomération d'Annecy.

### École supérieure d'ingénieurs de Chambéry
L'École Supérieure d'Ingénieurs de Chambéry (ESIGEC) est créée en 1988, sur le technopôle de Savoie Technolac au Bourget-du-Lac.

### École polytechnique universitaire de Savoie: Polytech Annecy-Chambéry
Créée le 6 juillet 2006, elle intègre le Réseau Polytech, et résulte de la fusion de l'ESIA et l'ESIGEC. Anciennement appelée Polytech'Savoie, elle change de nom en 2009 pour devenir Polytech Annecy-Chambéry[réf. nécessaire].
Ecole publique de l'Université Savoie Mont Blanc, elle est implantée sur deux campus universitaires à Annecy-le-Vieux et au Bourget-du-lac. 
Ses 5 formations ingénieurs sont habilités par la CTI. L'école compte 1000 élèves-ingénieurs en 2019.

## Enseignements
Polytech Annecy-Chambéry forme des ingénieurs en 5 ans dans 5 spécialités différentes. La spécialité "Bâtiment Écoconstruction Énergie" forme des ingénieurs pour de la maitrise d’œuvre ou de la conduite de travaux entre autres. "Systèmes Numériques - Instrumentation" propose des débouchés dans l'instrumentation électronique et le développement logiciel pour des systèmes automatisés. "Mécanique Matériaux Composites" forme à la conception et à la modélisation de systèmes mécaniques, et "Mécanique Mécatronique" débouche sur des métiers liés aux systèmes mécatroniques industriels. Enfin en 2018 l'école ouvre une nouvelle spécialité "Informatique Données Usages" pour former les ingénieurs spécialistes du big data.
L'école propose également deux masters dont la formation est dispensée en anglais :  Master Energy and solar building et Advanced mechatronics

## Recherche
Les enseignants chercheurs de Polytech Annecy-Chambéry travaillent dans trois laboratoires intégrés à l'école :
- Laboratoire d'Informatique, Systèmes, Traitement de l'Information et de la Connaissance (LISTIC)
- Laboratoire Optimisation de la Conception et Ingénierie de l'Environnement (LOCIE)
- Laboratoire SYstèmes et Matériaux pour la MEcatronique (SYMME)